# Phyllomya palpalis
Phyllomya palpalis là một loài ruồi trong họ Tachinidae.